# Kevin McCarthy (político)
Kevin Owen McCarthy (Bakersfield, California; 26 de enero de 1965) es un político estadounidense, se desempeñó como el 56° presidente de la Cámara de Representantes de los Estados Unidos desde el 7 de enero de 2023 hasta el 3 de octubre de 2023, fecha en la que fue destituido por una moción impulsada por compañeros suyos del Partido Republicano, del grupo conocido como Freedom Caucus. Miembro del Partido Republicano, ejerció como líder de la mayoría de la Cámara de Representantes entre 2014 y 2019, y como líder de la minoría entre 2019 y 2023. Desde 2007, ha representado a varios distritos en la Cámara de Representantes basados en el condado de Kern, California.
Asistió a la Escuela Secundaria de Bakersfield y al colegio comunitario de la ciudad. A los 21 años, abrió una pequeña empresa llamada Kevin O's Deli, que vendió para entrar a la Universidad Estatal de California en Bakersfield. Sirvió como pasante y miembro del personal del representante Bill Thomas, quien apoyó a McCarthy para que lo sucediera en 2006. Presidió la organización Jóvenes Republicanos de California durante los noventa y su contraparte a nivel nacional entre 1999 y 2001. Fue miembro de la Junta de Fideicomisarios del Distrito de Colegios Comunitarios del Condado de Kern; y en 2002, fue elegido para servir en la Asamblea Estatal de California en representación del 32.º distrito. Los republicanos lo eligieron en 2004 como líder de la minoría.
Renunció a la Asamblea en 2006 luego de haber sido elegido a la Cámara de Representantes de los Estados Unidos por el 22.º distrito congresional de California. Representó al distrito hasta 2013, año en el que la redistribución de distritos con base en el censo de 2010 se hizo efectiva; por lo que fue elegido para el 23.er distrito. Este se renumeró como el distrito 20 en 2023.
Asumió el liderazgo de la mayoría en 2014, después de la renuncia de Eric Cantor; y cuando los demócratas recuperaron el control de la Cámara en 2019, se convirtió en el líder de la minoría. En 2015, tras la renuncia del presidente John Boehner, McCarthy lanzó su campaña para sucederlo, pero fue frenado por el Freedom Caucus, un grupo ultraconservador de la Cámara de Representantes. A esto se le sumó el rumor de que McCarthy habría tenido un romance extramatrimonial con una colega de la Cámara. Además, en una entrevista con Fox News, citó que: «todos pensaban que Hillary Clinton era imbatible, ¿verdad? Pero armamos un comité especial de Bengasi, un comité selecto. ¿Cuáles son sus números hoy? Sus números están cayendo...». Días después, se retractó y dijo que «nunca fue [su] intención dar a entender que [ese] comité fuera político, porque todos sabemos que no lo es». Finalmente, el representante Paul Ryan fue elegido para el cargo; y cuando él se retiró en 2018, McCarthy lo sucedió como líder de la Conferencia Republicana.
El 3 de enero de 2023, el primer día del 118.º Congreso, ningún candidato obtuvo la mayoría de los votos para convertirse en presidente de la Cámara de Representantes. McCarthy había sido nominado como el candidato republicano, pero tuvo varios opositores, otra vez, del Freedom Caucus. Fue elegido presidente el 7 de enero de 2023, después de 15 votaciones, siendo finalmente destituido por una moción de censura de octubre de ese año tras haber llegado a una prórroga provisional con el Partido Demócrata para evitar el cierre del Gobierno de los Estados Unidos, siendo la primera vez que el presidente de la Cámara de Representantes fue destituido en ejercicio de su cargo.

## Infancia y educación
Nació en Bakersfield, California, hijo de Roberta Darlene Palladino (nacida el 16 de noviembre de 1940), ama de casa, y Owen McCarthy (nacido el 12 de junio de 1941), asistente del jefe de bomberos de la ciudad. Es el primer republicano en su familia inmediata, ya que sus padres eran miembros del Partido Demócrata.  Asistió a la Universidad Estatal de California, Bakersfield, donde obtuvo una licenciatura en Ciencias sobre mercadotecnia en 1989 y una maestría en Administración de Empresas en 1994.

## Inicio de su carrera política
En 1995, fue presidente de los Jóvenes Republicanos de California. De 1999 a 2001 fue presidente de la Federación Nacional Republicana Joven. Desde fines de la década de 1990 hasta el 2000 fue director de distrito del representante Bill Thomas, quien en ese momento presidió el Comité de Medios y Arbitrios de la Cámara de Representantes. McCarthy ganó su primera elección en el año 2000, como fideicomisario del distrito de Kern Community College.
Fue elegido para la Asamblea Estatal de California en 2002, convirtiéndose en el líder republicano durante su primer año en 2003. Fue elegido para la Cámara de Representantes de los Estados Unidos en 2006.

## Cámara de Representantes de los Estados Unidos

### Elecciones
- 2006: McCarthy ingresó a las elecciones primarias republicanas para el 22.º distrito de California después de que su exjefe, Bill Thomas,[18] anunciara su retiro. Ganó las elecciones republicanas con el 85 por ciento de los votos.[19] Luego, ganó las elecciones generales con el 70,7 % de los votos.[20][21]

- 2008: McCarthy no tuvo oposición para un segundo mandato.[22]

- 2010: prácticamente no tuvo oposición, ganando el 98,8 % de los votos. La oposición provenía solo de un candidato que no figuraba en la boleta.[23]

- 2012: la redistribución de distritos posterior al censo de 2010 dio como resultado que el distrito de McCarthy pasara a ser el 23.er distrito. Se volvió algo más compacto, perdiendo su parte de la costa central mientras recogía grandes partes del condado de Tulare. Este distrito fue tan republicano como su predecesor, y McCarthy ganó un cuarto mandato con el 73,2 % de los votos frente al 26,8 % del opositor independiente Terry Phillips.[24]

- 2014: en su intento por lograr un quinto mandato, McCarthy se enfrentó a un retador demócrata por primera vez desde su candidatura inicial para el puesto: Raúl García. Sin embargo, McCarthy fue reelegido con el 74,8 % de los votos.[25]

- 2016: McCarthy ganó la reelección para un sexto periodo en 2016 con el 69,2 % de los votos en las elecciones generales; la candidata demócrata, Wendy Reed, recibió el 30,8 % de los votos.[26]
- 2018: McCarthy derrotó a la candidata demócrata Tatiana Matta con el 63,7 % de los votos.[27]
- 2020: derrotó a la demócrata Kim Mangone con el 62,1 % de los votos.[28]
- 2022: debido a la redistribución de distritos de 2020, el 23.er distrito pasó a formar el 20.º distrito, con lo que McCarthy se postuló para la reelección en este distrito. Ganó la elección general ante la demócrata Marisa Wood.[29]

### Mandato

#### Asignaciones de comité
- Comité de Servicios Financieros.[30]
  - Subcomité de Mercados de Capital, Seguros y Empresas Patrocinadas por el Gobierno
  - Subcomité de Instituciones Financieras y Crédito al Consumidor

#### Liderazgo republicano
- Comité Directivo Republicano;[31]
- Suplente del líder adjunto (2009-2011);[32]
- Líder adjunto de la mayoría (2011-2014);[32]
- Líder de la mayoría (2014-2019);[33]
- Líder de la minoría (2019-2023).[34]

En su primer año como congresista, fue designado al Comité Directivo Republicano. El líder republicano John Boehner lo nombró presidente del Comité de la Plataforma Republicana en agosto de 2008, como parte de la Plataforma del Partido Republicano para ese año. También fue uno de los tres miembros fundadores del Programa GOP Young Guns.
Después de las elecciones de 2008, fue elegido como suplente del líder adjunto. Su predecesor, Eric Cantor, fue nombrado líder de la minoría. El 17 de noviembre de 2010, fue seleccionado por la Conferencia Republicana de la Cámara de Representantes para ser el líder de la mayoría de la Cámara en el 112.º Congreso.
En agosto de 2011, él y Cantor encabezaron un grupo de 30 miembros republicanos del Congreso en Israel, donde algunos miembros (varios después de beber) participaron en un baño nocturno en el Mar de Galilea, incluido un representante por Kansas, Kevin Yoder, quien nadó desnudo. Cuando McCarthy y Cantor más tarde se enteraron de esto, «estaban furiosos» y preocupados por la cobertura negativa de noticias, y «convocaron una reunión exclusiva para miembros a la mañana siguiente para amonestar al grupo, tanto los que nadaban como los que se abstuvieron».
En 2012, la oficina de McCarthy informó haber gastado USD 99 000 en tortas, agua embotellada y otros artículos alimenticios, convirtiéndolo en el miembro de la Cámara con mayor gasto en esta categoría.

##### Líder de la mayoría
Cantor perdió las primarias de junio de 2014 por su escaño en el Congreso y anunció que dejaría el liderazgo de la Cámara a fines de julio. McCarthy buscó sucederlo, y después de algunas especulaciones de que los representantes Pete Sessions y Jeb Hensarling lo desafiarían, ambos abandonaron la candidatura, dejándole a McCarthy un fácil camino para que se convierta en líder de la mayoría. El 13 de junio, el representante Raúl Labrador anunció que también buscaría la posición de liderazgo. El 19 de junio, la Conferencia republicana eligió a McCarthy como líder de la mayoría.
De acuerdo con la Facultad de Asuntos Públicos Humphrey de la Universidad de Minnesota, es el líder de la mayoría con menos tiempo en servicio en la historia de la Cámara de Representantes. Cuando asumió la posición de liderazgo mayoritario en julio de 2014, solo había prestado servicio durante siete años, seis meses y 29 días, la menor experiencia que cualquier otro líder en la historia de la Cámara. Mantuvo a cuatro de los miembros de su predecesor en su personal cuando asumió como líder de la mayoría, incluido el subjefe de personal Neil Bradley, quien ahora ha desempeñado ese papel para tres líderes de la mayoría.
En 2017, fue criticado por evitar reuniones y eventos con electores en su distrito. En diciembre de 2017, votó a favor de la Ley de Reducción de Impuestos y Empleos. Después de la votación, le pidió a sus electores que «vengan en febrero, revisen su cheque, porque ese será el aumento salarial de Donald Trump».

#### Candidatura fallida a presidente de la Cámara en 2015
El 25 de septiembre de 2015, John Boehner anunció su intención de renunciar como presidente de la Cámara a partir del 30 de octubre de 2015. Muchos medios especulaban que McCarthy probablemente lo reemplazaría, y Boehner declaró que McCarthy «sería un excelente presidente». Fue considerado como el presunto sucesor de Boehner. El lunes 28 de septiembre, McCarthy anunció formalmente su candidatura. Después de haber estado en el Congreso durante menos de nueve años, McCarthy habría sido el presidente con menos tiempo en el Congreso desde 1891.
El 8 de octubre de 2015, mientras los republicanos se preparaban para votar, McCarthy abandonó inesperadamente la postulación y dijo que los republicanos necesitaban un rostro nuevo que pudiera unir a la Conferencia y que «él no era ese tipo». Añadió que permanecería como líder de la mayoría. Según los informes, había llegado a la conclusión de que no tenía los 218 votos necesarios para ser elegido presidente. Anteriormente, el representante Walter B. Jones había enviado una carta a la presidenta de la Conferencia Republicana, Cathy Rodgers, indicando que cualquier candidato para un puesto de liderazgo con «malas acciones» debería retirarse de la elección. Jones ha declarado que su comentario no se refería específicamente a McCarthy. Se consideraba que se refería a los rumores de que McCarthy había estado cometiendo un romance extramatrimonial con su colega representante, Renee Ellmers, un rumor que ambos negaron; la base de tal acusación e interpretación no está clara.
En una entrevista del 29 de septiembre de 2015 con Sean Hannity de Fox News, se le preguntó a McCarthy qué habían logrado los republicanos en el Congreso. Respondió hablando de la investigación especial del panel de la Cámara de Representantes sobre el incidente cuando militantes islámicos atacaron el complejo diplomático estadounidense en Bengasi en 2012. Los republicanos dijeron que el propósito del comité financiado por el gobierno era simplemente investigar la muerte de cuatro estadounidenses. Pero McCarthy dijo: «todos pensaron que Hillary Clinton era invencible, ¿verdad? Pero armamos un comité especial de Bengasi, un comité selecto. ¿Cuáles son sus números hoy? Sus números están cayendo. ¿Por qué? Porque ella es poco confiable. Pero nadie hubiera sabido que algo de eso hubiera sucedido si no hubiéramos luchado». Muchos medios de comunicación y legisladores demócratas interpretaron este comentario como una admisión de que la investigación era una empresa política partidista en lugar de una investigación sustantiva. Algunos comentaristas describieron su comentario como un «clásico error de Kinsley» definido como cuando un político accidentalmente dice la verdad.
Varios días después, McCarthy dio seguimiento a sus comentarios y dijo que «Bengasi no es político. Fue creado con un único un propósito: encontrar la verdad en nombre de las familias de cuatro estadounidenses muertos... la integridad del presidente Gowdy, el Comité y el trabajo que han logrado es irreprochable. Las serias dudas que enfrenta la secretaria Clinton se deben enteramente a su propia decisión de poner en riesgo la información clasificada y poner en peligro nuestra seguridad nacional... he sido muy claro al respecto. Y no use la política para intentar cambiar esto. Pude haber sido más claro en mi descripción de lo que estaba sucediendo».

#### Comentarios sobre Trump y Putin
El 15 de junio de 2016, McCarthy le dijo a un grupo de republicanos: «Hay dos personas que creo que Putin paga: Rohrabacher y Trump. Juro por Dios». Paul Ryan les recordó a sus colegas que la reunión no fue oficial y dijo: «No hay filtraciones. Así es como sabemos que somos una familia real aquí». Cuando se le preguntó sobre el comentario, el portavoz de McCarthy dijo que «la idea de que McCarthy afirmaría esto es absurda y falsa». Después de que una cinta del comentario se hiciera pública en mayo de 2017, McCarthy afirmó que «era un mal intento de broma».

### Presidente de la Cámara de Representantes

#### Elección

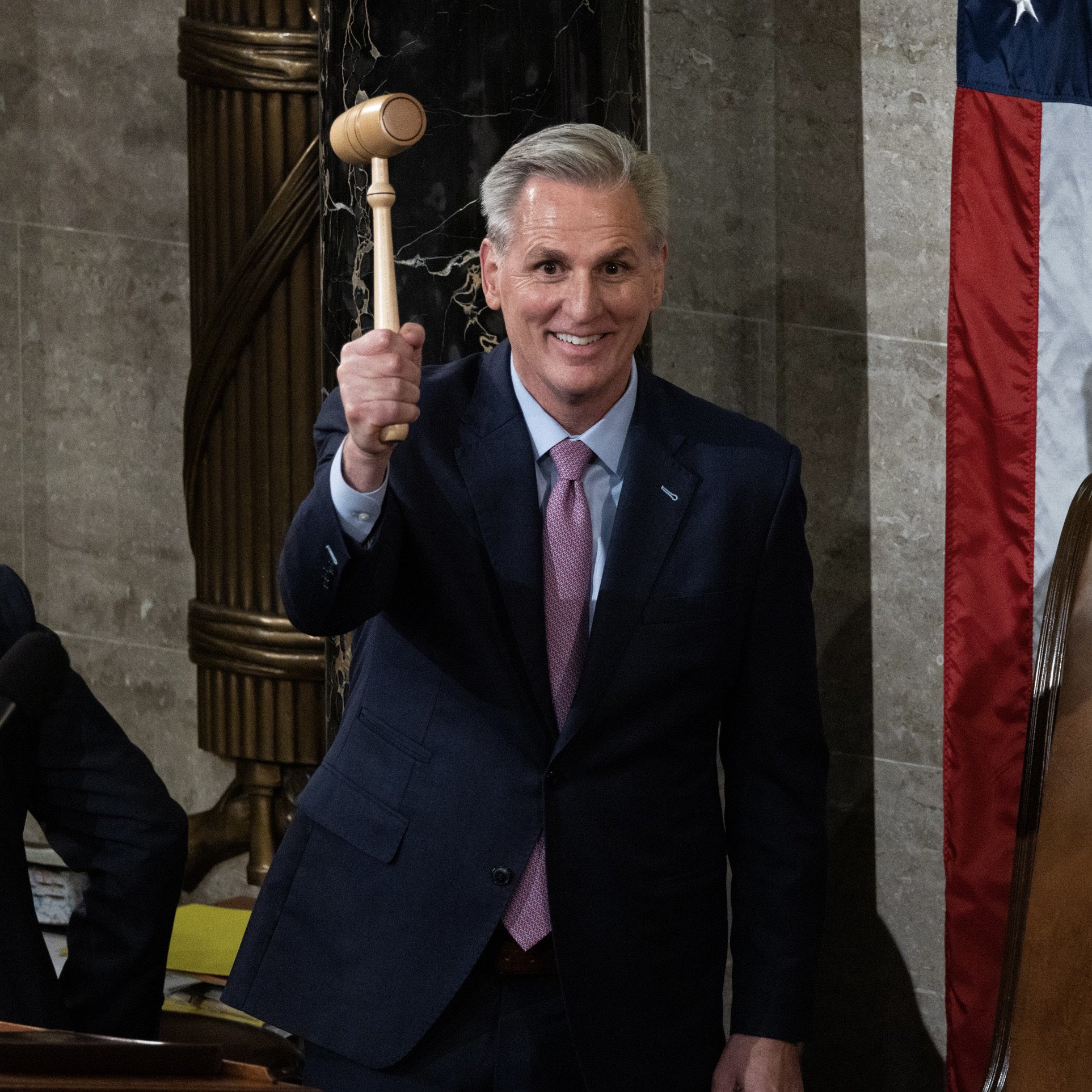
McCarthy luego de haber sido electo como presidente

McCarthy fue nominado como el candidato republicano a presidente de la Cámara de Representantes luego de las elecciones de 2022, en las que el partido ganó la mayoría. Recibió 188 votos en la interna republicana el 15 de noviembre, mientras que el representante Andy Biggs (R-AZ) consiguió 31. Este declaró que por lo menos 20 republicanos no votarían a McCarthy como presidente, y dijo que el liderazgo necesitaba un cambio del statu quo. McCarthy sostuvo que no abandonaría la candidatura.
En la primera votación que se realizó el 3 de enero de 2023, ningún candidato obtuvo la mayoría de los votos (218) para asegurar la presidencia, por lo que se necesitaron más votaciones. El 6 de enero, algunos miembros del Freedom Caucus —los principales opositores de McCarthy— fueron alineándose a su partido y votaron por él. En la madrugada del 7 de enero, en la 15.ª y última votación, los opositores restantes de McCarthy se abstuvieron, por lo que el umbral de votos necesarios bajó de 217 a 215. McCarthy fue elegido presidente con 216 votos.

#### Destitución
Un miembro de su propio partido, el Republicano, emitió una moción de censura contra él. Las votaciones concluyeron en su destitución el 3 de octubre de 2023, siendo la primera vez que presidente de la Cámara de Representantes fue destituido.

## Posiciones políticas

### Aborto
En 2003, mientras era líder minoritario en la asamblea estatal, McCarthy «apoyó [la] mayoría de los derechos de aborto, pero se opuso a gastar el dinero de los impuestos en abortos». Al 2015, sin embargo, McCarthy era un «anti-aborto acérrimo, en contra de los derechos». McCarthy apoya la Enmienda Hyde (una disposición renovada anualmente por el Congreso desde 1976 que prohíbe los fondos federales para el aborto), y en 2011 copatrocinó un proyecto de ley, el «no contribución para el aborto» para hacer que la Enmienda Hyde sea permanente. Este proyecto de ley fue especialmente controvertido porque proporcionó una exención para financiar la terminación de embarazos causados solo por "violación forzada", lo que provocó que los activistas por el derecho al aborto consideraran que el proyecto de ley era una redefinición de la violación. McCarthy se opone a una ley estatal de California que exige planes de seguro médico «para tratar la cobertura del aborto y la cobertura de maternidad de forma neutral y proporcionar ambos», creyendo que esta ley viola la Enmienda Weldon y otras leyes federales. McCarthy recibió una calificación del 100% del Comité Nacional del Derecho a la Vida, y una calificación del 0% de NARAL Pro-Choice America.
McCarthy ha votado a favor de eliminar unos $500 millones en fondos federales para Planned Parenthood.
Durante una conferencia de prensa el 16 de mayo de 2019, McCarthy dijo que la ley en contra del aborto que promulgó Alabama el día anterior iba «más allá de lo que [él creía]». La ley establecía, entre otras cosas, que la condena por realizar un aborto podría ser de hasta 99 años. McCarthy también criticó la legislación por «no incluir excepciones para casos de violación e incesto», y dijo que el objetivo del patrocinador era «llegar a una posición extrema para tratar de hacer un debate dentro de la corte», refiriéndose a la Corte Suprema y al caso Roe contra Wade.

### Donald Trump
McCarthy fue inicialmente partidario de Trump en las primarias presidenciales republicanas de 2016, diciendo que la «intensidad» de Trump podría ayudar a los republicanos a obtener escaños en la Cámara de Representantes.

### Medio ambiente
McCarthy está (a partir de 2015) frecuentemente en desacuerdo con los grupos ecologistas; la League of Conservation Voters le ha otorgado un puntaje de por vida del 3%. McCarthy no acepta la opinión científica sobre el cambio climático. Fue un importante opositor del Plan de Energía Limpia del presidente Obama para reducir las emisiones de gases de efecto invernadero de las centrales eléctricas de carbón. Se ha opuesto a las regulaciones sobre fugas de metano de las instalaciones de perforación de combustibles fósiles, caracterizándolas como «burocráticas e innecesarias».  En 2015, McCarthy se opuso a la participación de los EE. UU. en los esfuerzos globales para combatir el cambio climático; cuando comenzó la Conferencia de las Naciones Unidas sobre Cambio Climático 2015 McCarthy anunció que se opondría a un acuerdo internacional sobre cambio climático. En 2017, McCarthy lideró los esfuerzos republicanos de la Cámara para utilizar la Ley de Revisión del Congreso para deshacer una serie de regulaciones ambientales promulgadas durante la administración de Obama. Si bien McCarthy alguna vez apoyó el crédito impositivo federal para la producción de energía eólica, se opuso a su prórroga en 2014.
En 2011, McCarthy fue el autor principal de la «Ley de liberación de área sin caminos y sin caminos» (H.R. 1581), una legislación que despojaría 60 millones de acres de tierras públicas de estatus protegido. Conforme a la legislación, se eliminarían las protecciones para las áreas de estudio sin caminos y áreas silvestres, y se abrirían grandes franjas de tierra para nuevos desarrollos industriales (como la tala, la extracción de minerales y la extracción de combustibles fósiles). El proyecto de ley fue fuertemente criticado por grupos conservacionistas y por el ex Secretario del Interior Bruce Babbitt, quien lo llamó «el intento más radical e invasivo de desmantelar la arquitectura de nuestras leyes de tierras públicas» que había visto en su vida.

### Finanzas
En 2014, McCarthy se opuso a la renovación de la carta del Eximbank, ya que espera que el sector privado asuma el papel.

### Salud pública
Como líder de la mayoría de la Cámara, McCarthy lideró los esfuerzos para derogar la Ley de Protección al Paciente y Cuidado de Salud Asequible (conocida como Obamacare). En marzo de 2017, la ley de derogación republicana de la Cámara de Representantes, la Ley de Atención Médica Estadounidense, fue retirada de las minutas antes de una votación programada. Tras los cambios realizados durante un debate republicano interno, el proyecto de ley fue aprobado por la Cámara, 217 a 213, en una votación de línea de partido en mayo de 2017. La decisión del liderazgo republicano de la Cámara de votar sobre la legislación antes de recibir un análisis de impacto presupuestario de la Oficina de Presupuesto del Congreso no partidista fue controvertida. Posteriormente, la CBO emitió un informe que estimaba que el proyecto de ley provocaría que 23 millones de estadounidenses perdieran cobertura de salud y reduciría el déficit en $119 mil millones en diez años. McCarthy y otros líderes republicanos de la Cámara defendieron la legislación.

### Crímenes de odio
McCarthy se opuso a la Ley de Prevención del Crimen de Odio de Matthew Shepard y James Byrd Jr. de 2009, que agregó el género percibido, la orientación sexual, la identidad de género y las discapacidades como clases protegidas según la ley federal vigente de crímenes de odio. Votó en contra de la Ley de Prevención de Delitos de Odio de la Ley Local de 2007.

### Derechos LGBT
McCarthy apoyaba la Ley de defensa del matrimonio (DOMA), que prohíbe el reconocimiento federal del matrimonio entre personas del mismo sexo y prohíbe que las parejas del mismo sexo reciban beneficios conyugales federales; después de que el presidente Barack Obama ordenara al Departamento de Justicia no defender la ley ante los tribunales, McCarthy apoyó la defensa legal de los republicanos de la Cámara de Representantes. Cuando el caso DOMA llegó a la Corte Suprema en 2013, McCarthy se unió a Boehner y Eric Cantor para firmar un escrito en el que instaban a la Corte a respetar la ley.

### Marihuana
McCarthy tiene una calificación "D" de NORML con respecto a su registro de votación en asuntos relacionados con el cannabis. Votó en contra de permitir a los veteranos el acceso a la marihuana medicinal, si es legal en su estado, de acuerdo con la recomendación de su médico de la Administración de Veteranos.

## Declaraciones
En julio del 2021, Kevin McCarthy fue llamado a ofrecer disculpas o a renunciar, por haber declarado, al recibir un mazo de los asistentes a una cena de recaudación de fondos en Tennessee, que con ese instrumento "tendría dificultades para resistirse a golpear a Nancy Pelosi", la presidenta de la cámara.

## Vida personal
McCarthy y su esposa Judy tienen dos hijos. Son residentes en Bakersfield. Él es un exmiembro de la junta de Community Action Partnership of Kern.
La campaña de McCarthy por ser el presidente de la Cámara sufrió rumores no comprobados de una relación extramatrimonial; tales rumores, circulados por publicaciones en la web y correos electrónicos, fueron difundidos por varios escritores y activistas conservadores, como Charles C. Johnson, Matt K. Lewis y Steve Baer. La difusión de los rumores fue criticada por el crítico de medios Howard Kurtz, quien la llamó «una clásica campaña de susurros».